# 明石正風
明石正風（?—?），日本戰國時代的武將。別名長行。

## 略歷
生年不詳。以播磨國枝吉城為據點的明石氏的當主。仕於赤松晴政。享祿4年（1531年），在武庫河原之戰中，擊敗浦上村宗。天文7年（1538年），尼子晴久侵攻播磨，與御着城城主小寺則職一同呼應晴久，與赤松政村交戰，不過戰敗。此後，逃亡到淡路國岩屋城，之後雙方達成和睦。卒年不詳。

## 子孫
女兒岩姬成為播磨國御着城城主小寺氏的養女，並嫁予姬路城城代黑田職隆，之後誕下黑田孝高，因此正風是孝高的外父。
孫兒有貞行。曾孫有則實。

## 人物
- 明石氏代代都有學習書道、和歌的家風，特別是正風，雖然是戰國武將，亦被當作風流（日语：風流）人，曾向當時的關白、近衛稙家教授和歌。

## 外部連結
- 武家家伝＿明石氏 （页面存档备份，存于）